# 直接経口抗凝固薬
直接経口抗凝固剤（Directly acting oral anticoagulants、DOACs）とは、経口抗凝固薬の内、トロンビンや第Xa因子といった凝固系カスケード構成物質に直接作用する薬剤を指す。発売当初は新規経口抗凝固薬 NOACs（"new/novel/non-vitamin K antagonist" oral anticoagulants）と呼ばれていた。
2008年に米国市場に現れ始め、日本では2011年以降に発売され、2018年時点では4種類の薬剤が入手可能である。
- ダビガトラン - トロンビン阻害薬
- リバーロキサバン - 第Xa因子阻害薬
- エドキサバン - 第Xa因子阻害薬
- アピキサバン - 第Xa因子阻害薬

ワルファリンと比較して、DOACsは作用発現が早く、半減期が比較的短い。従って、DOACsはより迅速かつ効果的に有効性が発現し、血液の凝固作用を迅速に低下させることを可能にしている。DOACsは抗凝固作用の予測が容易であるため、ワルファリンに比べて日常的なモニタリングや用量調整の重要性は低い。（但し、高齢者等ではモニタリングが必要となる場合が有る。）
DOACsとワルファリンはどちらも同等の効果があるが、ワルファリンと比較してDOACsは薬物相互作用が少なく、既知の食事相互作用もなく、治療指数が広く、定期的なモニタリングによる用量調整を必要とする場合が少ない。しかしワルファリンとは異なり、殆どのDOACsには出血時の拮抗薬が無い。しかしながら、DOACsの半減期は（若年者では）短い為、その効果は速やかに消失する。現在、ダビガトランの拮抗薬であるイダルシズマブが米国・欧州で使用承認されている。日本でも2016年に承認・販売開始された。

## 参考資料
1. ↑  “The Reversal of Bleeding Caused by New Oral Anticoagulants (NOACs): A Systematic Review and Meta-Analysis”. Clinical and Applied Thrombosis/Hemostasis 24 (9_suppl):  117S–126S. (September 2018). doi:10.1177/1076029618796339. PMC 6714855. PMID 30176738.
2. ↑  “Human medicines European public assessment report (EPAR): Pradaxa, dabigatran etexilate, Arthroplasty, Replacement,Venous Thromboembolism, Date of authorisation: 17/03/2008, Revision: 29, Status: Authorised”. Case Medical Research. (2019-07-16). doi:10.31525/cmr-1321569. ISSN 2643-4652.
3. ↑  “新規経口抗凝固薬①”.   筑波学園病院. 2021年4月21日閲覧。[リンク切れ]
4. ↑  “プラザキサカプセル75mg／プラザキサカプセル110mg”. www.info.pmda.go.jp. 2023年3月10日閲覧。
5. ↑  櫻井まみ，伊勢雄也，片山志郎「直接経口抗凝固薬（DOAC）の特徴と使い分け」『日医大医会誌』第14巻第3号、2018年、113-120頁、2021年4月21日閲覧。
6. ↑  “Management of Dental Patients Taking Anticoagulants or Antiplatelet Drugs”.   Scottish Dental Clinical Effectiveness Programme (2015年8月). 2021年4月21日閲覧。
7. ↑  “Novel anticoagulants”. Heart Matters Magazine.   British Heart Foundation. 2021年4月21日閲覧。
8. ↑  “Role of the anticoagulant monitoring service in 2018: beyond warfarin”. Hematology. American Society of Hematology. Education Program 2018 (1):  348–352. (November 2018). doi:10.1182/asheducation-2018.1.348. PMC 6246023. PMID 30504331.
9. ↑  “プリズバインド静注液2.5g”. www.info.pmda.go.jp. 2023年3月10日閲覧。